# Provincia de Rionegro
La Provincia de Rionegro es una provincia del departamento de Cundinamarca (Colombia), situada en el extremo noroccidental del territorio. Su capital es el municipio de Pacho.

## Límites
La Provincia de Rionegro limita al sur con la provincia de Gualivá, al occidente con la provincia del Bajo Magdalena, 
al norte con Boyacá (provincia de Occidente), al oriente con la provincia de Ubaté y Sabana Centro.

## Organización territorial
La Provincia está integrada por ocho municipios:
- El Peñón
- La Palma
- Pacho (capital de la Provincia)
- Paime
- San Cayetano
- Topaipí
- Villagómez
- Yacopí.[2]

## Galería fotográfica

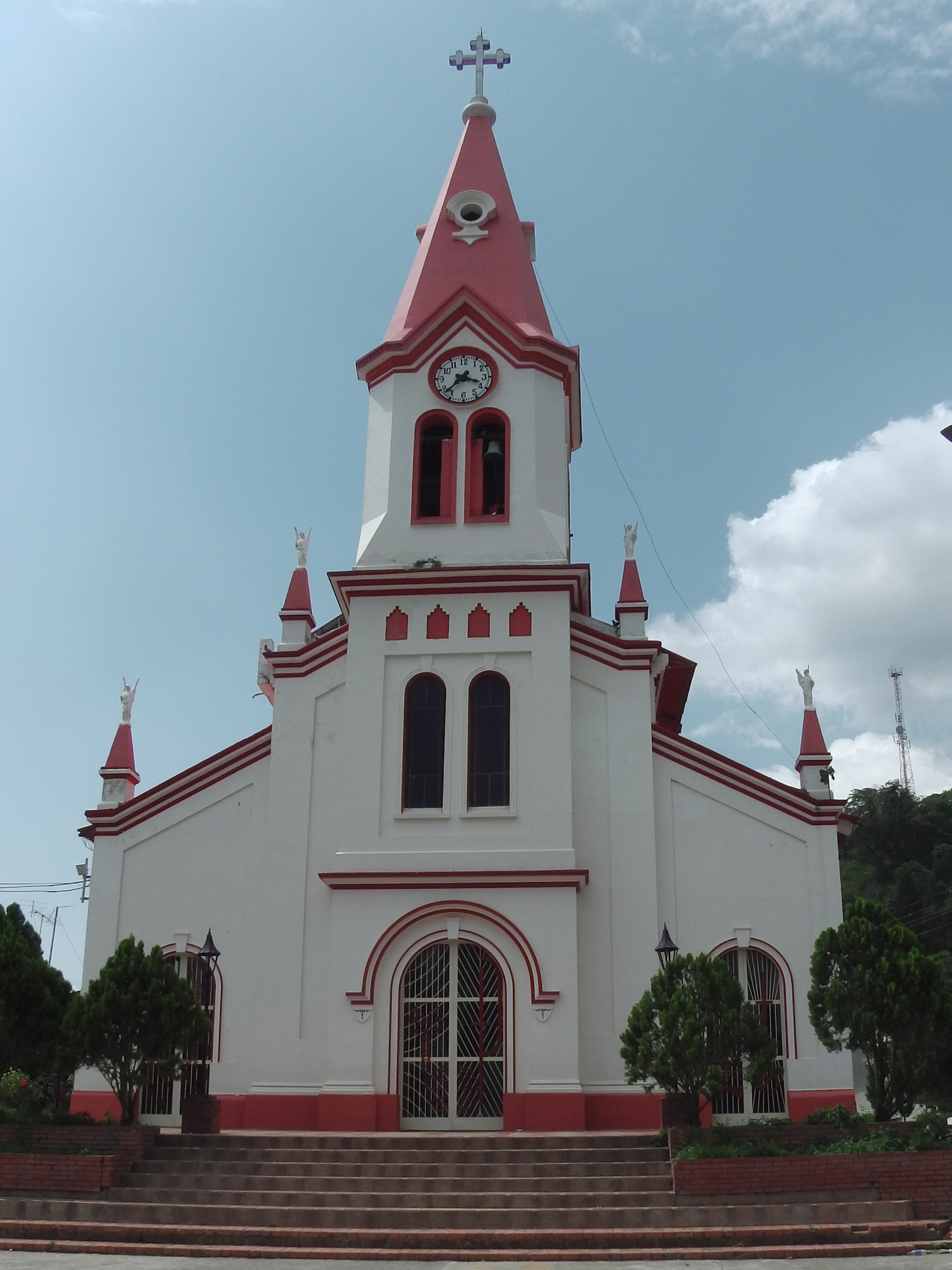
Iglesia de Santa Bárbara en El Peñón.
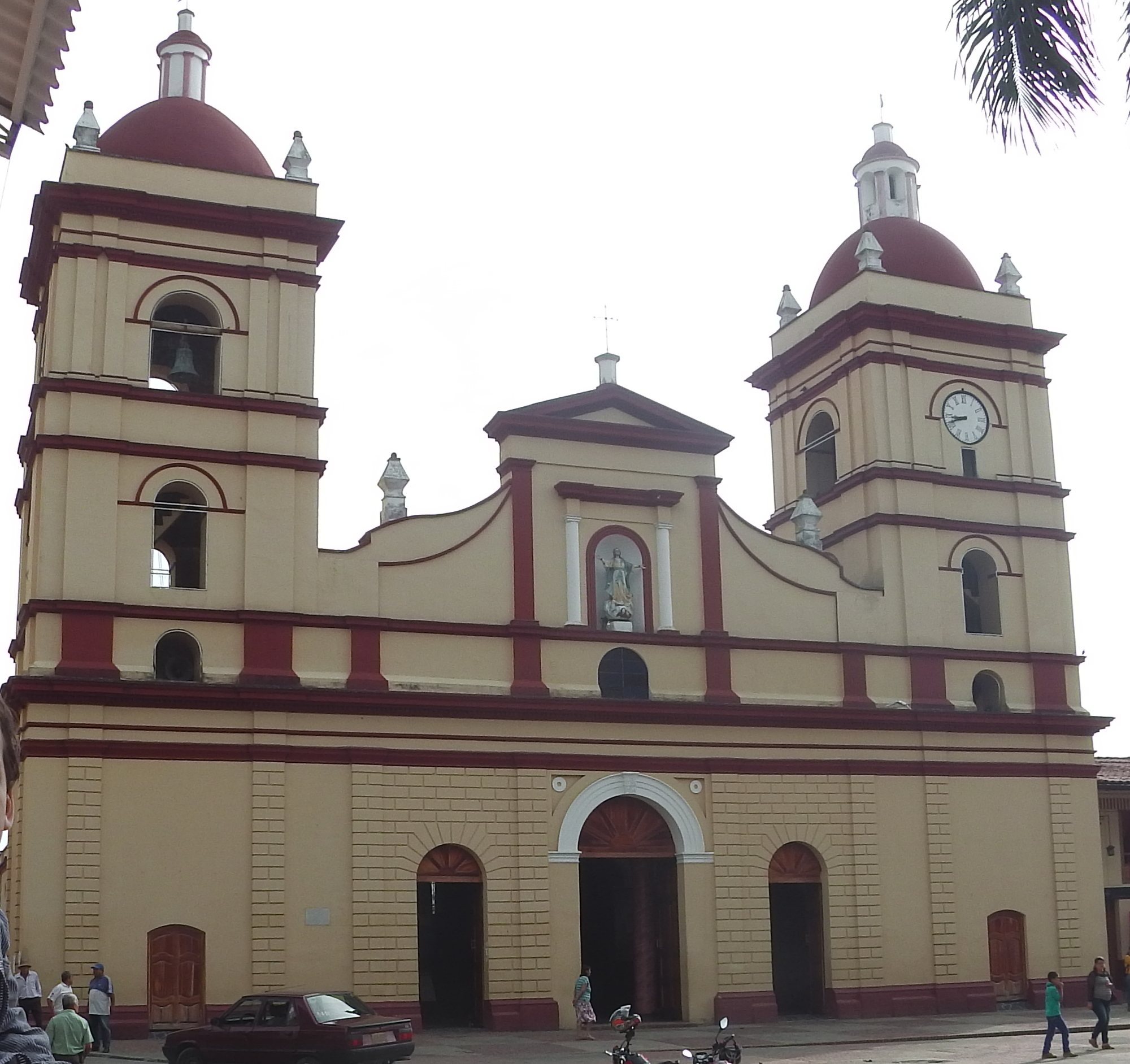
Iglesia de Nuestra Señora de la Asunción de La Palma.
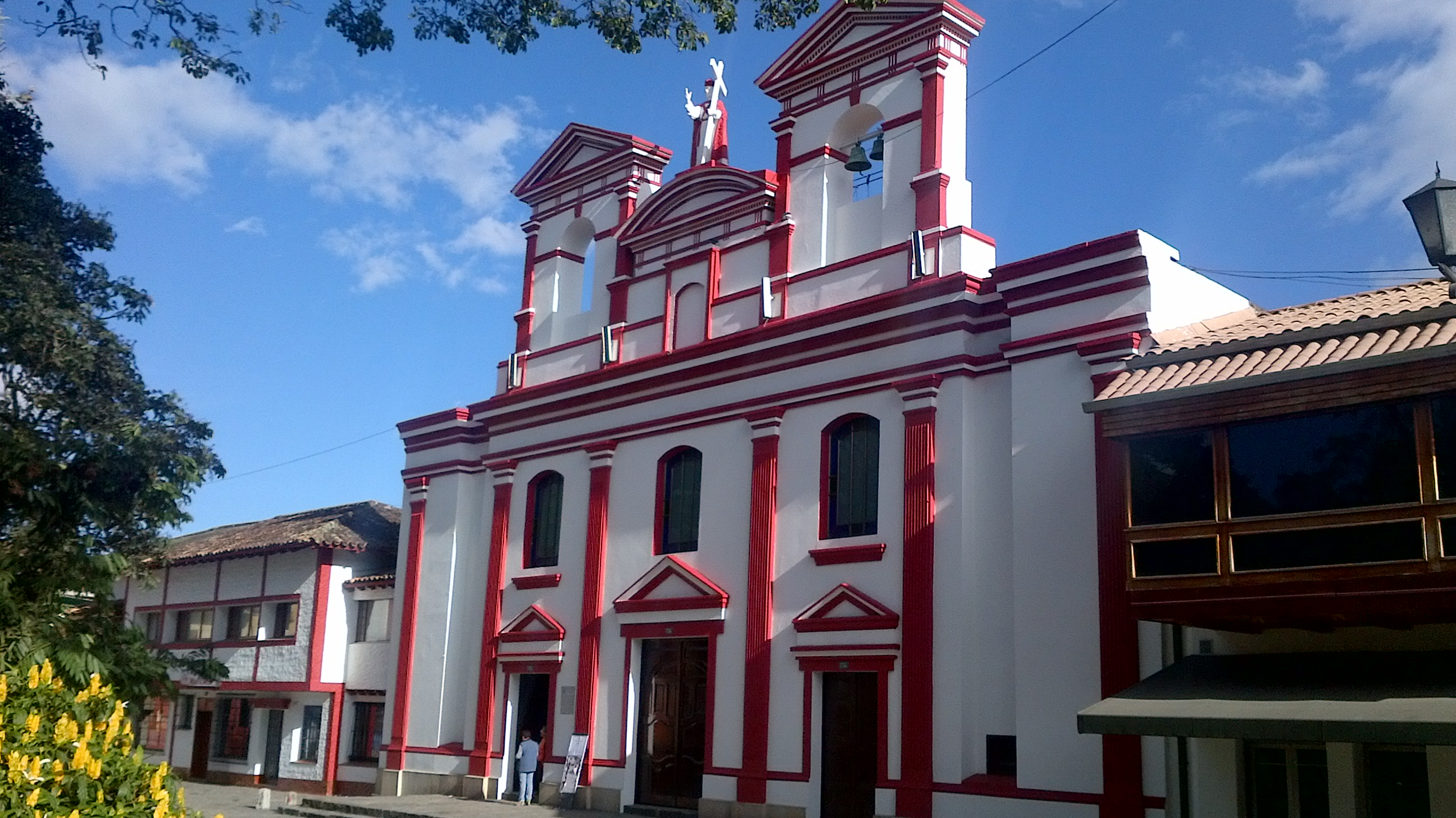
Iglesia parroquial de Pacho.
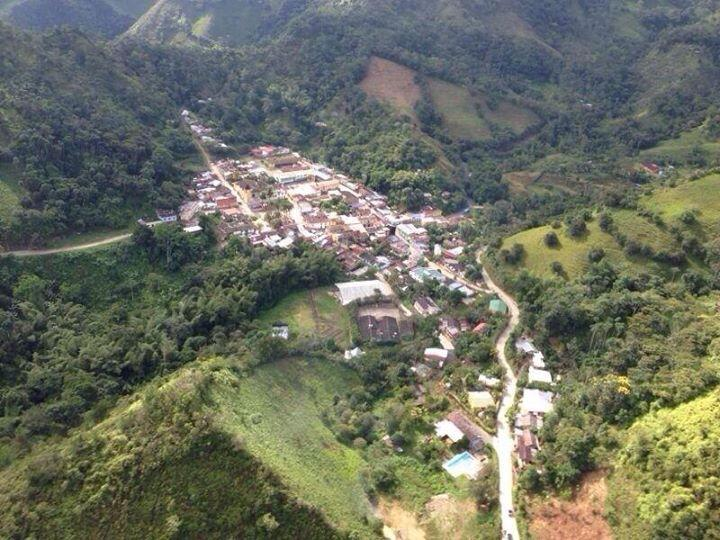
Panorámica aérea de Paime.
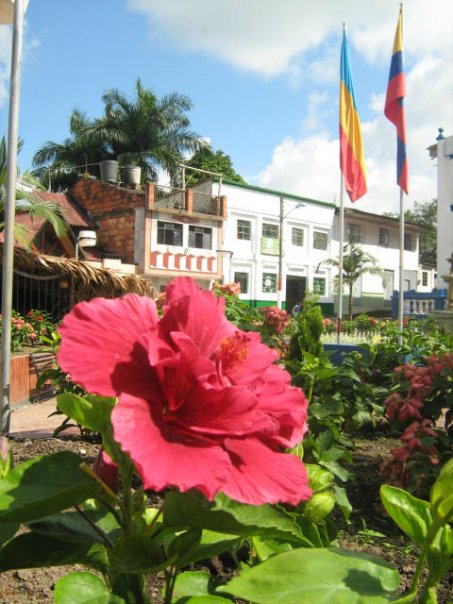
Jardín de Topaipí.